# Entre sombras: averno
Entre sombras: averno es una película ecuatoriana dirigida y escrita por Xavier Bustamante Ruiz y producida por el actor Juan Pablo Asanza quien también es protagonista. Es una película de thriller policial (primera película ecuatoriana en este género).

## Sinopsis
Carlos Viteri, un policía que perdió la confianza en el sistema de justicia, está envuelto en la investigación de un nuevo asesino en serie, en medio de un conflicto interno entre lo que es y no es correcto de hacer.

## Elenco
- Juan Pablo Asanza
- Marlon Pantaleón
- Daniela Vallejo
- Montse Serra
- Carlos Valencia
- Henry Layana

## Antecedentes
Xavier Bustamante Ruiz, inspirado en las historias ocultas que los seres humanos nos llevamos a la tumba, escribió el guion tres años antes de la realización del largometraje, en ese entonces no contaba con el dinero necesario para poder financiar el proyecto, por lo que el productor, Juan Pablo Azansa, quien creyó en el potencial del guion propuesto por Bustamante, luego de su estadía por Estados Unidos, propuso el concepto de cooperativa, con el fin de que cada persona que se sume al proyecto aporte con algo al mismo.

## Producción
La película fue concebida de la mano del productor ejecutivo Juan Pablo Asanza, bajo el concepto de cooperativa, esto quiere decir que cada integrante del proyecto contribuyó para la creación de la obra.

## Casting
Bustamante realizó un casting inicial que contó con los actores Marlon Pantaleón, Daniela Vallejo, Carlos Valencia, Montse Serra, Henry Layana, David Saavedra, Alexa Zambranov y Ney Calderón, entre otros, como el primer grupo seleccionado a inicios de 2015, además de Juan Pablo Asanza quien contó como protagonista del filme. El director logró recoger una plantilla de 100 actores entre principales, secundario y extras.

## Rodaje

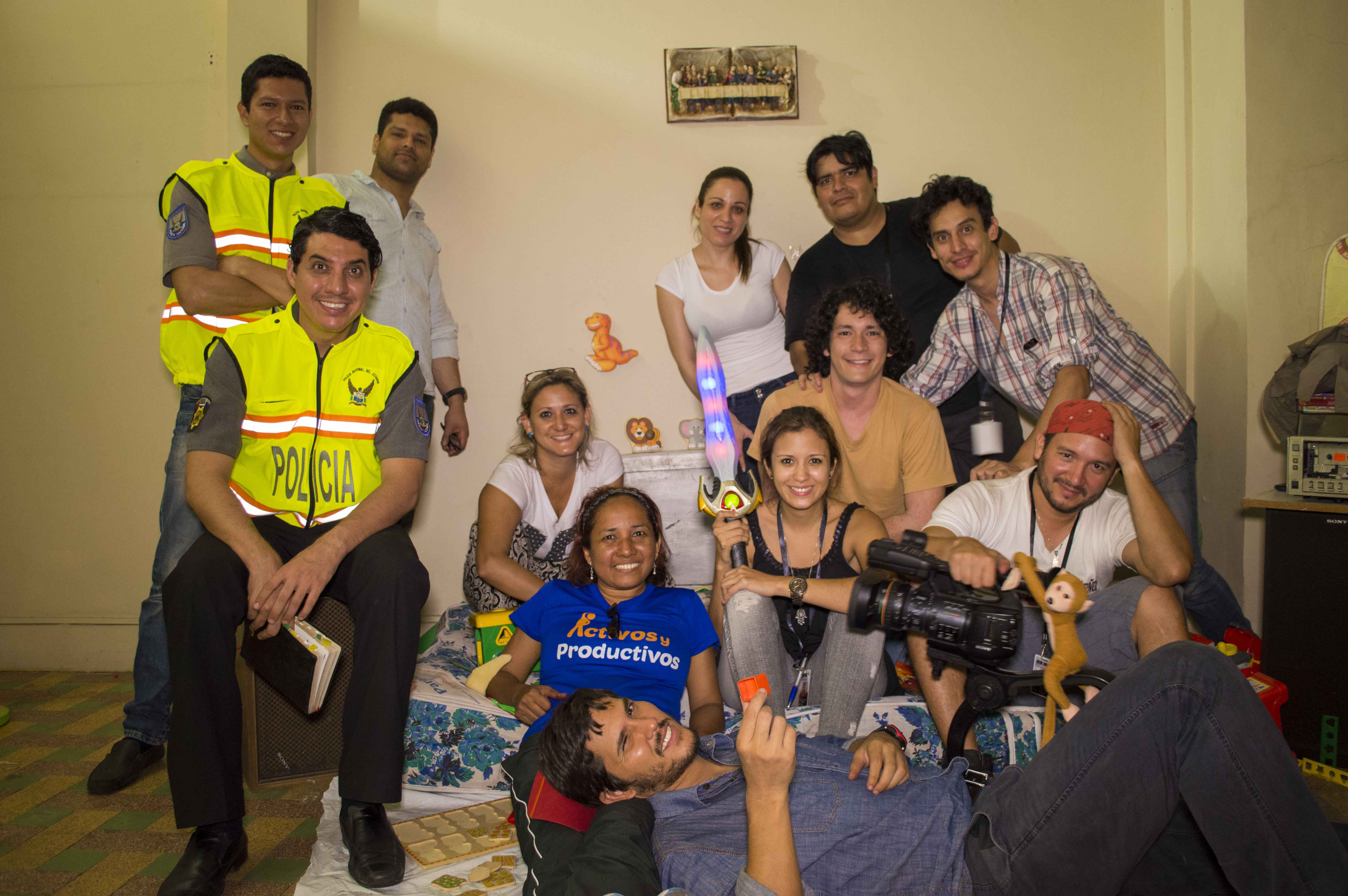
Parte del elenco y la producción en el rodaje de Entre Sombras: Averno, en 2015.

La película fue rodada durante 25 días consecutivos en locaciones de la ciudad de Guayaquil, tanto en calles céntricas de la urbe como en los domicilios de los actores, además de las instalaciones de la Universidad de las Artes y de la Facultad de Comunicación Social de la Universidad de Guayaquil. Cuenta con 45 escenas de suspenso, drama, ligero humor negro y acción.
Los días de rodaje eran extensos, con jornadas que iban desde las 7:00 de la mañana hasta altas horas de la madrugada para comenzar nuevamente a las 7:00 de la mañana. Las escenas de acción, con los policías enfrentando a los criminales, llamaban la atención de los moradores cercanos a las locaciones quienes pensaban que se trataba realmente de un enfrentamiento policial.